# Robertus potanini
Robertus potanini là một loài nhện trong họ Theridiidae.
Loài này thuộc chi Robertus. Robertus potanini được Ehrenfried Schenkel-Haas miêu tả năm 1963.